# بریستول (داکوتای جنوبی)
بریستول(به انگلیسی: Bristol) شهری در ایالت داکوتای جنوبی کشور ایالات متحده آمریکا است که جمعیت آن در سرشماری سال ۲۰۱۰ میلادی، ۳۴۱ نفر بوده‌است.